# Otolaryngologia Polska
Otolaryngologia Polska (ISSN 0030-6657) (ang. Polish Journal of Otolaryngology) — czasopismo Polskiego Towarzystwa Otorynolaryngologów Chirurgów Głowy i Szyi. 
Czasopismo naukowe, dwumiesięcznik. Na łamach czasopisma publikowane są prace będące wynikiem badań naukowych, prace oryginalne, doświadczalne i kliniczne z zakresu otolaryngologii, audiologii i foniatrii oraz onkologii laryngologicznej, publikowane w języku angielskim i polskim. 
Tradycja wydawnicza czasopisma sięga 1924 roku. Jest to drugie najstarsze czasopismo medyczne ukazujące się na polskim rynku. W opinii środowiska lekarzy otolaryngologów „Otolaryngologia Polska” jest najbardziej prestiżowym czasopismem naukowym w tej dziedzinie w Polsce, docenianym przede wszystkim za sprawdzoną wiedzę i tradycję. 
Redakcja czasopisma znajduje się w Warszawie w Klinice Otolaryngologii Wojskowego Instytutu Medycznego. Redaktorem naczelnym jest prof. dr hab. med. Dariusz Jurkiewicz, a wydawcą Index Copernicus Sp. z o.o.
Czasopismo jest indeksowane w bazach Web Of Science, Scopus, PubMed, ICI Journals Master List 
Na liście czasopism punktowanych przez polskie Ministerstwo Nauki znajduje się w części B z 15 punktami (w 2015–2017).